# Ligea
Ligea oder Ligeia (altgriechisch Λίγεια; lateinisch Ligea) ist in der griechischen Mythologie eine Tochter des Nereus und der Okeanide Doris und somit eine der Nereiden.
Als Nereide wird sie einzig im Nereidenkatalog bei Hyginus Mythographus genannt, während die entsprechenden Aufzählungen bei Homer, Hesiod und in der Bibliotheke des Apollodor sie nicht kennen.